# Kapchorwa (district)
Kapchorwa is een district in het oosten van Oeganda. De hoofdstad is het gelijknamige Kapchorwa. Het district telde in 2014 104.580 inwoners op een oppervlakte van 354 km².

## Bevolking
Er wordt Kupsabiny, Lumasaba en Swahili gesproken. Belangrijkste etnische groepen zijn de Sabiny (86%) en de Bugisu (10%)
De voorheen gebruikelijke infibulatie kon in de jaren 1980 en 1990 worden teruggedrongen.

## Geografie

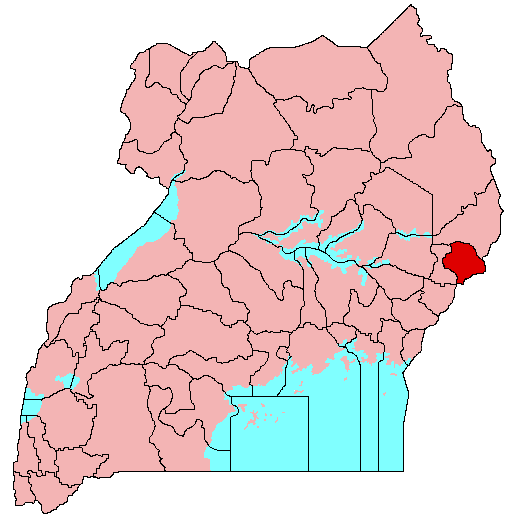
Het district was 1738 km² voor het in 2010 werd opgesplitst.

Het gebied is bergachtig met hoogtes tussen 1500 m en 2200 m boven zeeniveau. Het gebied is regenachtig (900-1600 mm/jaar) en kent meerdere rivieren die beginnen bij Mount Elgon. Hier ligt ook het Nationaal Park Mount Elgon. In 2010 werd het district opgesplitst.

## Economie
De Sipi-watervallen zijn een toeristische bezienswaardigheid. Er worden voornamelijk mais, tarwe, bonen, zonnebloem, dioscorea, erwten, aardappelen en harig vingergras geteeld, Lucratieve gewassen zijn katoen, koffie en tarwe. Daarnaast worden koeien, geiten en schapen gehouden.

## Steden in Kapchorwa
- Kapchorwa
- Kaburoron
- Okolim

## Geboren
- Alex Malinga (1974), atleet
- Hilda Kibet (1981), Keniaans atlete
- Moses Aliwa (1986), atleet
- Abraham Chepkirwok (1988), atleet
- Stephen Kiprotich (1989), atleet